# Herbertshausen
Herbertshausen is een plaats in de Duitse gemeente Bad Laasphe, deelstaat Noordrijn-Westfalen, en telt 330 inwoners (2002).